# Відносини Німеччини та Самоа
Двосторонні зовнішні стосунки між Німеччиною та Самоа беруть свій початок у дев'ятнадцятому столітті. Самоа — це колишня колонія Німецької колоніальної імперії, вона підтримує дипломатичні відносини з сучасною державою Німеччина з моменту, як вони були встановленні з Західною Німеччиною в 1972 році. За нашого часу, Німеччина надає підтримку Самоа у боротьбі зі зміною клімату та посилювала надання підтримки під час пандемії COVID-19 на Самоа .

## Історія

### Німецька імперія

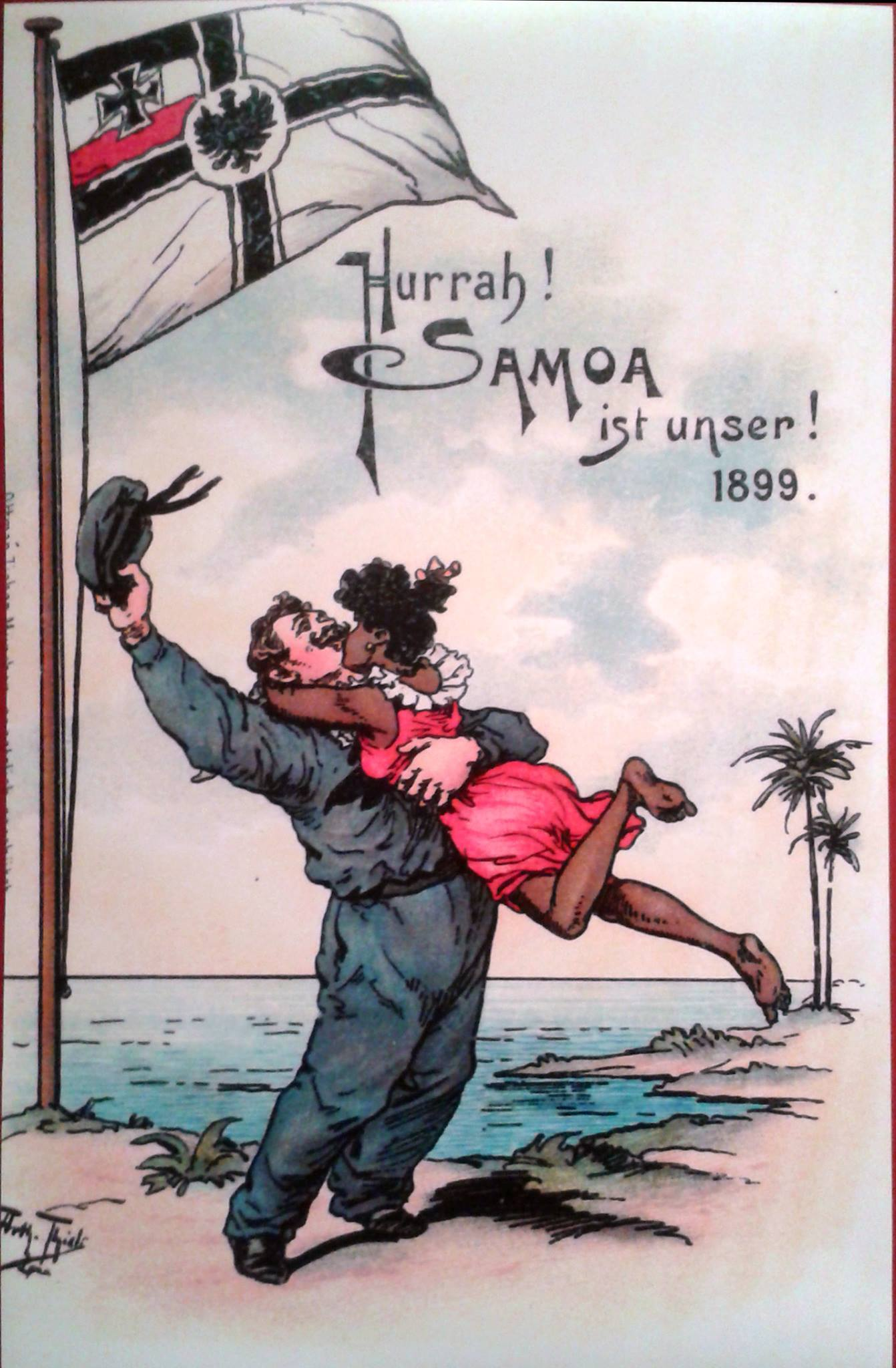
Пропаганда імперської Німеччини прославляла колонізацію Самоа в 1899 році

Стосунки Німеччини та Самоа розпочалися в середині дев'ятнадцятого століття за часів імперської Німеччини . Ганзейські торгові компанії налагодили зв'язки з Самоа, і Німецький Рейх уклав торгову угоду з Самоа в 1879 році. Погіршення стосунків між німецькими офіційними особами та королем Самоа Маліетоа Лаупепою призвело до того, що останнього було вигнано з Самоа в 1887 році. Це стало причиною Самоанської громадянської війни, під час якої відбулося морське протистояння між Німеччиною, Сполученими Штатами та Британською імперією . Офіційно війну було завершено Берлінським договором у 1889 році, проте бойові дії продовжувалися до 1894 року.
Лаупепа помер у 1898 році, після чого Німеччина вступила в конфлікт зі Сполученими Штатами та Британською імперією за імперський контроль над Самоа під час Другої самоанської громадянської війни. Ця війна завершилася Тристоронньою конвенцією в 1899 році, яка розділила Самоа на Німецьке Самоа та Американське Самоа . У 1914 році Німеччина втратила контроль над Німецьким Самоа в 1914 році, коли його захопив експедиційний корпус Самоа і окуповала Нова Зеландія на початку Першої світової війни .

### Нацистська Німеччина
У 1930-х роках німецькі націоналістичні настрої продовжували існувати на території Західного Самоа, яке перебувало під управлінням Нової Зеландії. У 1993 році до влади в Німеччині прийшла Нацистська партія під керівництвом Адольфа Гітлера, а вже у січні 1934 року німецький колоніст на Самоа на ім'я Альфред Маттес отримав дозвіл створити самоанське відділення партії . Через місяць крейсер Reichsmarine «Карлсруе» відвідав Західне Самоа, підсилюючи німецький націоналізм на цій території. Однак, самоанське відділення нацистської партії було розпущено в квітні 1939 року.

### Після Другої світової війни
Західна Німеччина встановила дипломатичні відносини з Самоа в 1972 році, а Східна Німеччина, взявши приклад з першої — у 1988 році. Сучасна Німеччина прагне допомогти Самоа в боротьбі зі зміною клімату. Самоа є членом Групи друзів Організації Об'єднаних Націй з питань клімату та безпеки, яка була створена Німеччиною та Науру . Німеччина надає консультації з різних питань Самоа на регіональному рівні, щодо трансформації енергетичного сектора Самоа.
Під час пандемії COVID-19 Німеччина співпрацювала з муніципальною владою Самоа, щоб навчити дітей правилам гігієни та покращити їхні санітарні умови. Крім того, Німеччина взаємодіяла з Національним управлінням архівів і документів Самоа, надаючи допомогу в оцифруванні та збережені історичних матеріалів.

## Економічні відносини
Німеччина і Самоа мають обмеженні двосторонні торгові відносини. У 2023 році експорт товарів з Німеччини до Самоа склав 515 тис. євро, а імпорт з країни — на суму в 239 тис. євро. З 2014 по 2020 роки Німеччина економічно підтримувала Самоа через Європейський фонд розвитку .